# Lilla Davidstärnen
Lilla Davidstärnen är en sjö i Laxå kommun i Västergötland och ingår i Motala ströms huvudavrinningsområde. Sjöns area är 0,007 kvadratkilometer och den är belägen 145 meter över havet.